# Кашина Сан Ђермана (Павија)
Кашина Сан Ђермана је насеље у Италији у округу Павија, региону Ломбардија.
Према процени из 2011. у насељу је живело 16 становника. Насеље се налази на надморској висини од 64 м.